# العلاقات الأوغندية الماليزية
العلاقات الأوغندية الماليزية هي العلاقات الثنائية التي تجمع بين أوغندا وماليزيا.

## مقارنة بين البلدين
هذه مقارنة عامة ومرجعية للدولتين:
| وجه المقارنة                                              | أوغندا                        | ماليزيا       |
| --------------------------------------------------------- | ----------------------------- | ------------- |
| المساحة (كم2)                                             | 241.04 ألف                    | 330.29 ألف    |
| عدد السكان (نسمة)                                         | 42.86 مليون                   | 31.62 مليون   |
| الكثافة السكانية (ن./كم²)                                 | 177.81                        | 95.73         |
| العاصمة                                                   | كامبالا                       | كوالالمبور    |
| اللغة الرسمية                                             | لغة إنجليزية، اللغة السواحلية | لغة ماليزية   |
| العملة                                                    | شيلينغ أوغندي                 | رينغيت ماليزي |
| الناتج المحلي الإجمالي (بليون دولار)                      | 25.89 مليار                   | 314.50 مليار  |
| الناتج المحلي الإجمالي (تعادل القوة الشرائية) بليون دولار | 72.25 مليار                   | 817.43 مليار  |
| الناتج المحلي الإجمالي الاسمي للفرد دولار أمريكي          | 705                           | 9.77 ألف      |
| الناتج المحلي الإجمالي للفرد دولار أمريكي                 | 1.77 ألف                      | 25.64 ألف     |
| مؤشر التنمية البشرية                                      | 0.483                         | 0.779         |
| رمز المكالمات الدولي                                      | +256                          | +60           |
| رمز الإنترنت                                              | .ug                           | .my           |
| المنطقة الزمنية                                           | ت ع م+03:00                   | ت ع م+08:00   |

## منظمات دولية مشتركة
يشترك البلدان في عضوية مجموعة من المنظمات الدولية، منها:
| علم المنظمة | اسم المنظمة                               | تاريخ انضمام أوغندا | تاريخ انضمام ماليزيا |
| ----------- | ----------------------------------------- | ------------------- | -------------------- |
|             | مؤسسة التنمية الدولية                     | 27 سبتمبر 1963      | 24 سبتمبر 1960       |
|             | يونسكو                                    | 9 نوفمبر 1962       | 16 يونيو 1958        |
|             | وكالة ضمان الاستثمار متعدد الأطراف        | 10 يونيو 1992       | 6 ديسمبر 1991        |
|             | الأمم المتحدة                             | 25 أكتوبر 1962      | 17 سبتمبر 1957       |
|             | دول الكومنولث                             | ?                   | ?                    |
|             | الفريق المعني برصد الأرض                  | ?                   | ?                    |
|             | الاتحاد البريدي العالمي                   | ?                   | ?                    |
|             | البنك الدولي للإنشاء والتعمير             | 27 سبتمبر 1963      | 7 مارس 1958          |
|             | منظمة التعاون الإسلامي                    | ?                   | ?                    |
|             | منظمة حظر الأسلحة الكيميائية              | ?                   | ?                    |
|             | الاتحاد الدولي للاتصالات                  | 8 مارس 1963         | 3 فبراير 1958        |
|             | مؤسسة التمويل الدولية                     | 27 سبتمبر 1963      | 20 مارس 1958         |
|             | المركز الدولي لتسوية المنازعات الاستشارية | 14 أكتوبر 1966      | 14 أكتوبر 1966       |
|             | منظمة التجارة العالمية                    | ?                   | ?                    |
|             | منظمة الشرطة الجنائية الدولية             | ?                   | ?                    |

## وصلات خارجية
- موقع وزارة الخارجية الأوغندية
- موقع وزارة الخارجية الماليزية